# Campeonato Maranhense 2011
In 2011 werd het 92ste Campeonato Maranhense gespeeld voor clubs uit Braziliaanse staat Maranhão. De competitie werd gespeeld van 27 januari tot 30 mei en werd georganiseerd door de FMF. Sampaio Corrêa werd kampioen. 

## Eindstand
| Plaats | Club           | Wed. | W  | G | V | Saldo | Ptn. |
| ------ | -------------- | ---- | -- | - | - | ----- | ---- |
| 1.     | Sampaio Corrêa | 16   | 12 | 3 | 1 | 37:13 | 39   |
| 2.     | Maranhão       | 16   | 9  | 4 | 3 | 39:22 | 31   |
| 3.     | Imperatriz     | 16   | 6  | 4 | 6 | 24:19 | 22   |
| 4.     | Santa Quitéria | 16   | 5  | 6 | 5 | 26:26 | 21   |
| 5.     | Cordino        | 16   | 5  | 4 | 7 | 34:39 | 19   |
| 6.     | Moto Club      | 16   | 5  | 4 | 7 | 20:27 | 19   |
| 7.     | São José       | 16   | 4  | 5 | 7 | 17:19 | 17   |
| 8.     | Bacabal        | 16   | 2  | 6 | 8 | 22:37 | 12   |
| 9.     | IAPE (1)       | 9    | 5  | 3 | 1 | 24:10 | 18   |
| 10.    | Nacional (2)   | 9    | 0  | 1 | 8 | 8:39  | 1    |

1: IAPE trok zich terug uit de competitie nadat de voorzitter van de club vond dat tijdens de achtste speeldag de scheidsrechter floot in het voordeel van Sampaio Correa. De zaak werd onderzocht en er werden geen sporen van omkoping gevonden. 

2: Nacional werd uit de competitie gesloten wegens financiële problemen
|  | Kampioen   |
|  | Degradatie |

## Kampioen
| Campeonato Maranhense de 2011       |
| Maranhão                            |
| ----------------------------------- |
| SAMPAIO CORRÊA Kampioen (30° titel) |